# Andrea Šušnjara
Andrea Šušnjara (Spalato, 26 febbraio 1987) è una cantante croata.
Ha partecipato all'Eurovision Song Contest 2009 come rappresentante della Croazia presentando il brano Lijepa Tena insieme ad Igor Cukrov.